# Chelonus scutellatus
Chelonus scutellatus är en stekelart som beskrevs av T.C. Narendran och Sumodan 1992. Chelonus scutellatus ingår i släktet Chelonus och familjen bracksteklar. Inga underarter finns listade i Catalogue of Life.